# بازوبند
بازوبند (بالفارسية: بازوبند) هي قرية تقع في قسم تخت جلغة الريفي (مقاطعة فيروزة) في إيران. يقدر عدد سكانها بـ 463 نسمة بحسب إحصاء 2016.